# みのり台駅
みのり台駅（みのりだいえき）は、千葉県松戸市松戸新田にある、京成電鉄松戸線の駅である。駅番号はKS85。

## 歴史
- 1955年（昭和30年）4月21日：新京成電鉄新京成線の駅として開業。
- 2014年（平成26年）2月：駅番号「SL04」を設定[1]。
- 2025年（令和7年）4月1日：新京成電鉄の京成電鉄への吸収合併に伴い、京成電鉄松戸線の駅となる。同時に駅番号をSL04からKS85に変更[2]。

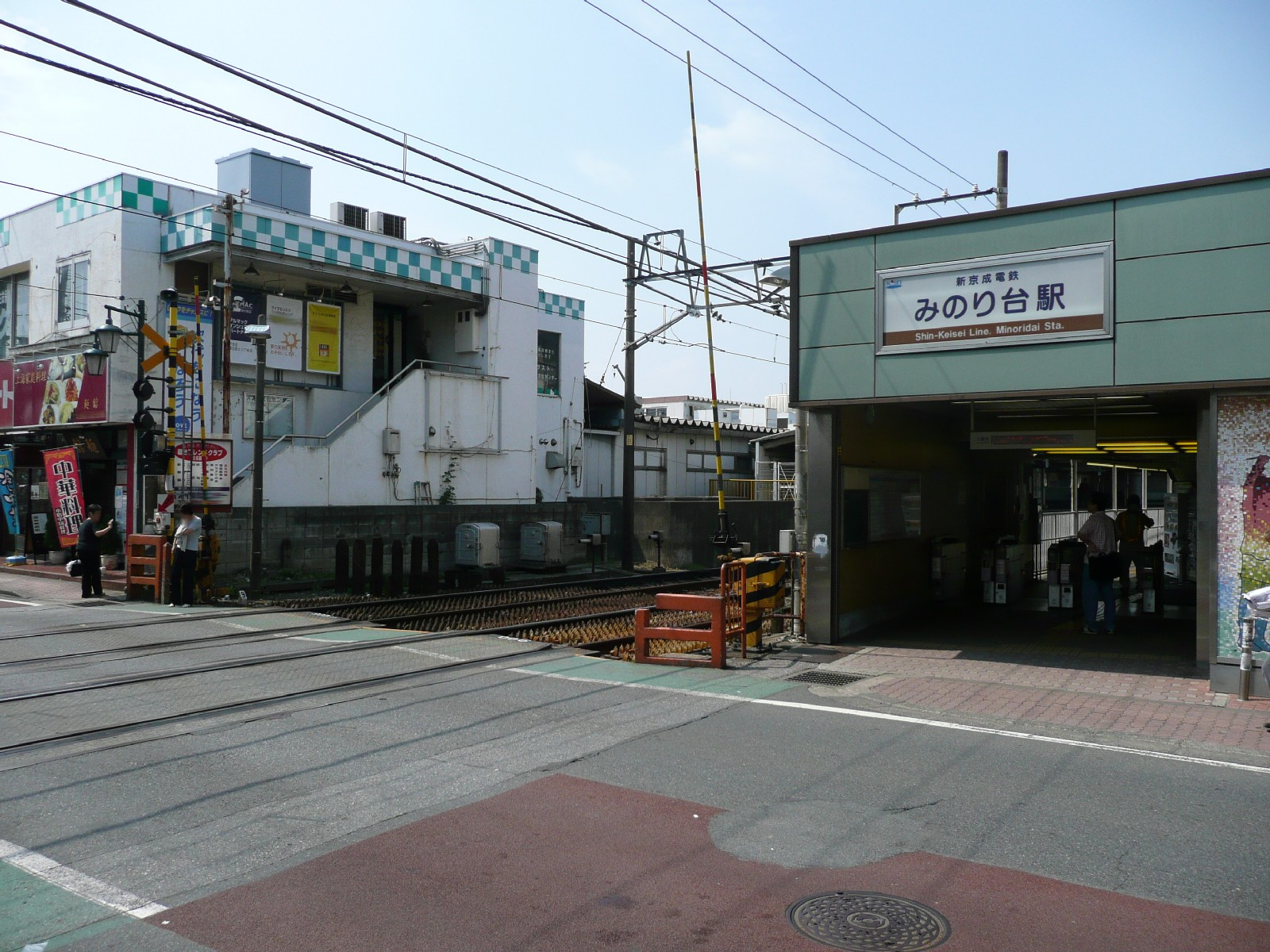
新京成電鉄時代、駅名看板更新前の北口（2008年9月）
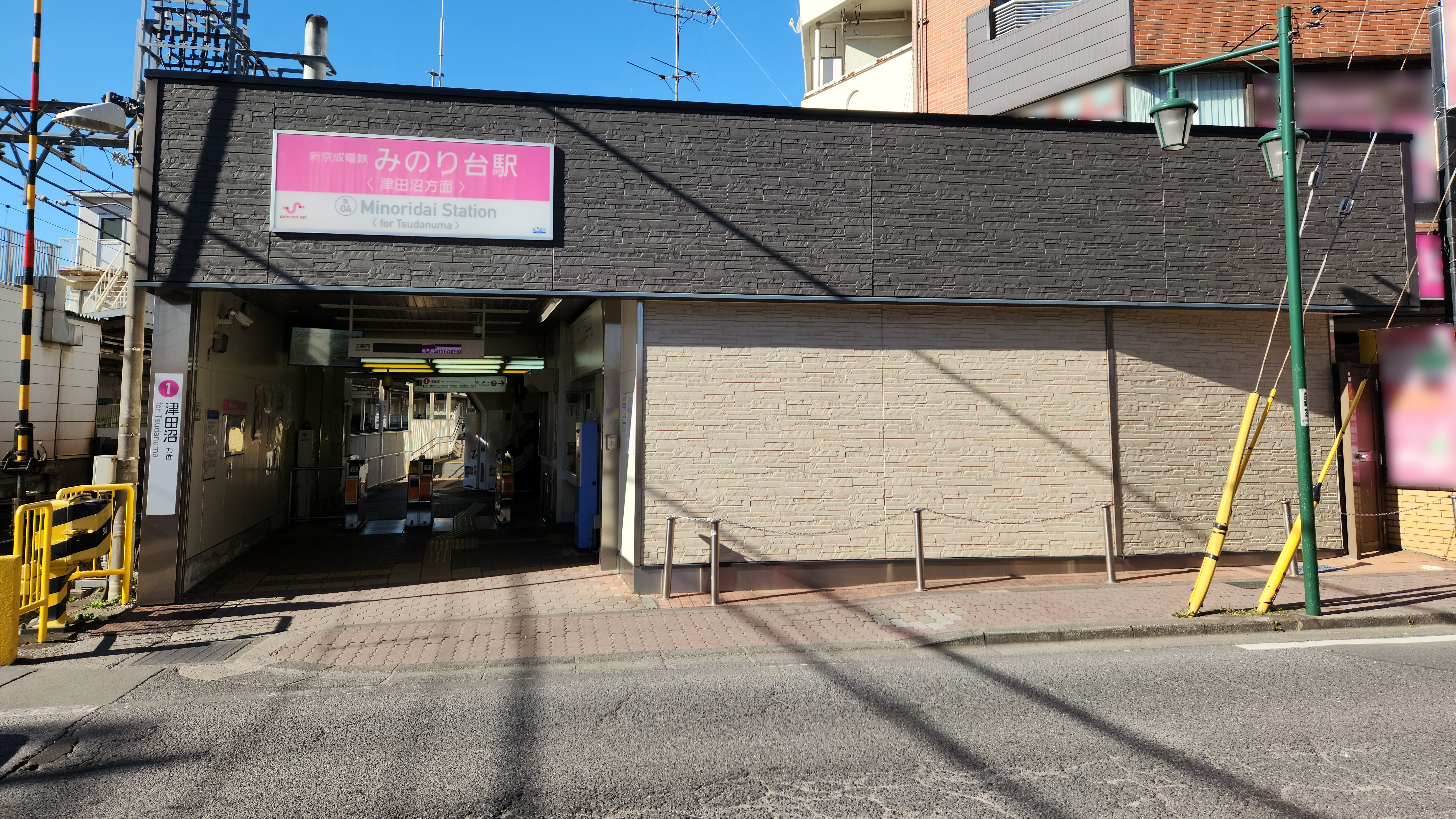
新京成電鉄時代の北口（2023年1月）
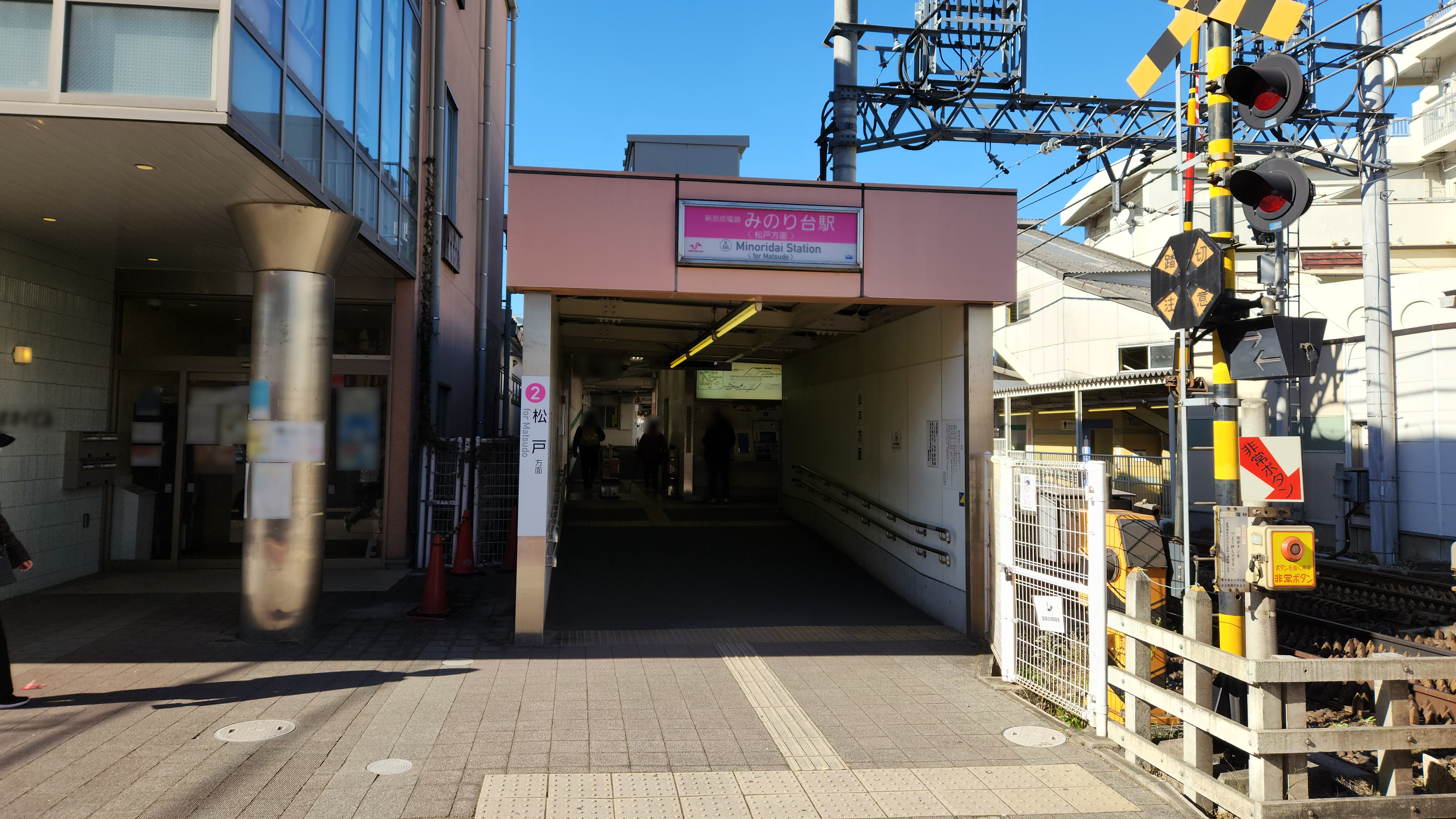
新京成電鉄時代の南口（2023年1月）

## 駅構造
相対式ホーム2面2線を有する地上駅であり、北口（京成津田沼方面）、南口（松戸方面）が設置されている。両ホームは跨線橋で連絡している。
有人駅だが、早朝・夜間は駅員が不在となる。

### のりば
| 番線 | 路線   | 方向 | 行先                     |
| ---- | ------ | ---- | ------------------------ |
| 1    | 松戸線 | 下り | 北習志野・京成津田沼方面 |
| 2    | 松戸線 | 上り | 松戸方面                 |

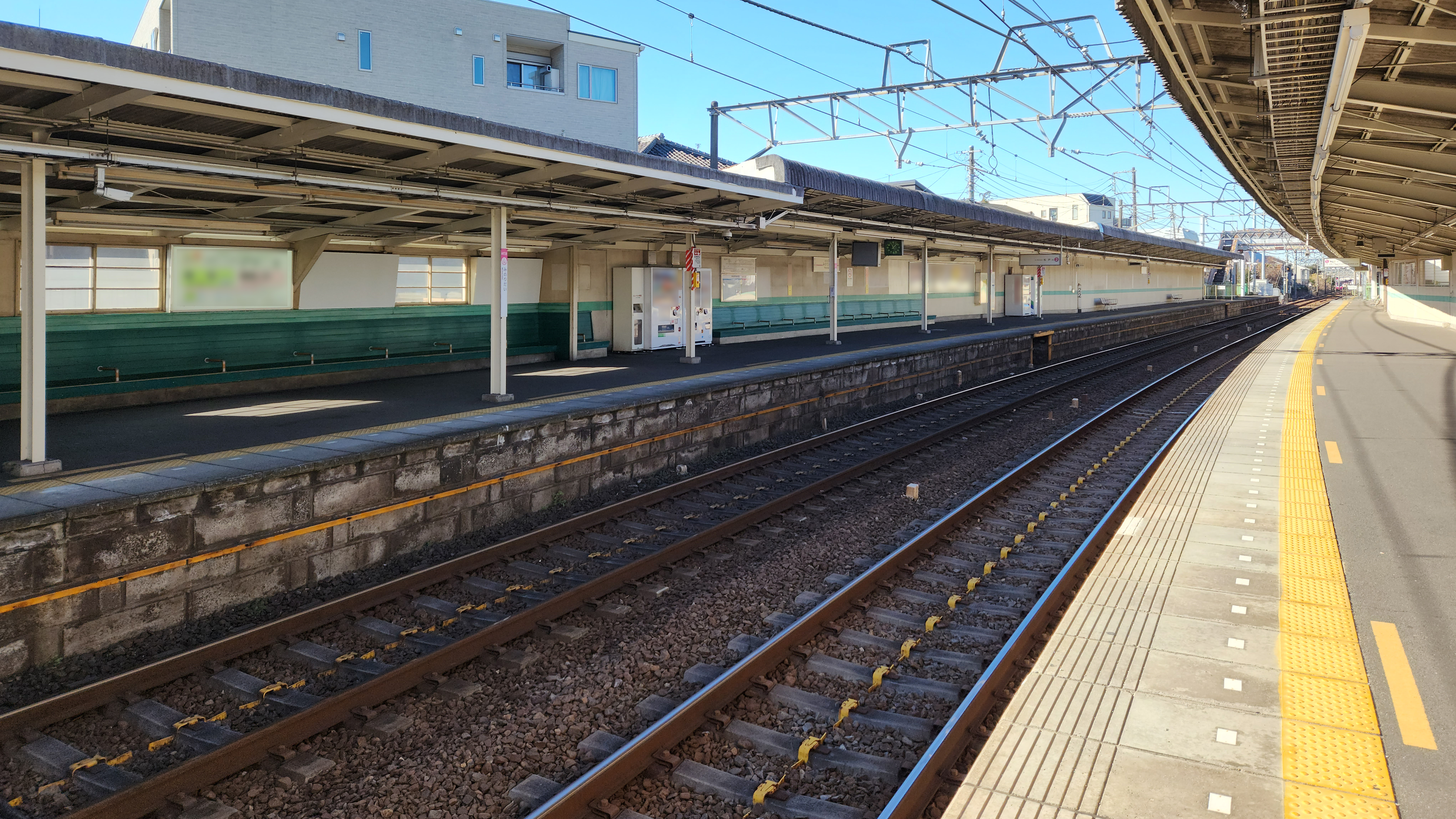
駅ホーム（2023年1月）
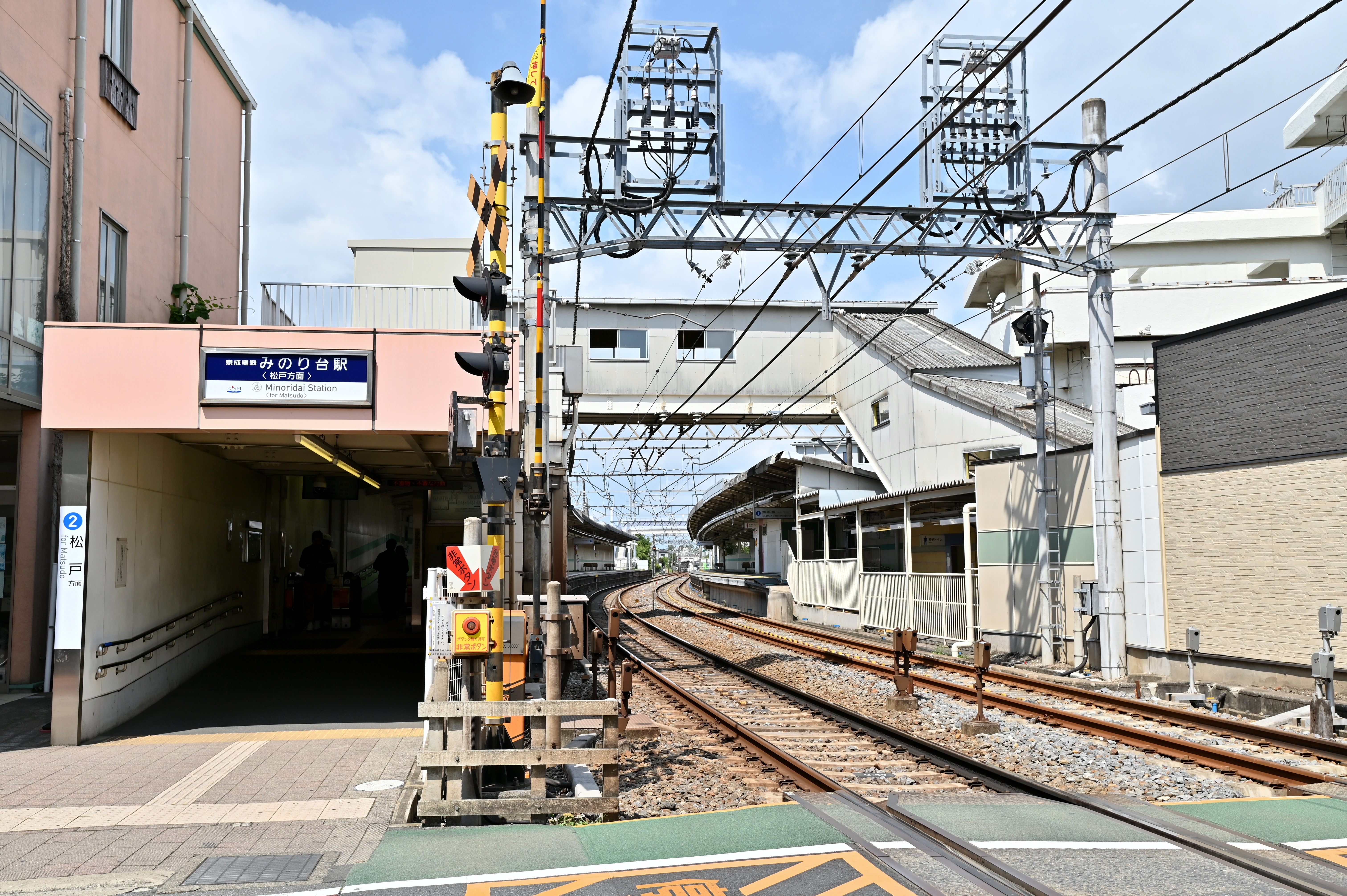
南口（2025年8月）

## 利用状況
2024年度の一日平均乗降人員は9,081人である。近年の推移は下表の通り。
| 年度               | 一日平均 乗降人員 | 一日平均 乗車人員 |
| ------------------ | ----------------- | ----------------- |
| 2007年（平成19年） |                   | 3,728             |
| 2008年（平成20年） |                   | 3,768             |
| 2009年（平成21年） |                   | 3,792             |
| 2010年（平成22年） |                   | 3,769             |
| 2011年（平成23年） |                   | 3,827             |
| 2012年（平成24年） |                   | 4,053             |
| 2013年（平成25年） |                   | 4,169             |
| 2014年（平成26年） |                   | 4,152             |
| 2015年（平成27年） |                   | 4,282             |
| 2016年（平成28年） |                   | 4,318             |
| 2017年（平成29年） |                   | 4,407             |
| 2018年（平成30年） |                   | 4,401             |
| 2019年（令和元年） | 8,810             | 4,412             |
| 2020年（令和02年） | 7,280             |                   |
| 2021年（令和03年） | 7,957             |                   |
| 2022年（令和04年） | 8,568             |                   |
| 2023年（令和05年） | 9,021             |                   |
| 2024年（令和06年） | 9,081             |                   |

## 駅周辺
- 松戸市稔台市民センター
  - 松戸市立図書館 稔台分館
- 松戸警察署 稔台交番
- 松戸稔台郵便局
- 東日本銀行 松戸支店
- 城北信用金庫 みのり台支店
- 千葉県道281号松戸鎌ケ谷線

## 隣の駅
京成電鉄
 松戸線
松戸新田駅 (KS86) - みのり台駅 (KS85) - 八柱駅 (KS84)